# Busso von Beichlingen
Busso Graf von Beichlingen († 10. Dezember 1452) war Domherr zu Bamberg, zu Halberstadt und zu Würzburg.
Er stammte aus dem Harzgrafengeschlecht derer von Beichlingen und war der Sohn des Grafen Friedrich von Beichlingen. 1419 war er Domherr in Bamberg, 1422 in Halberstadt und 1423 in Würzburg. Von 1435 bis 1451 wird er als Dompropst zu Halberstadt bezeichnet.